# Lara Weller
Lara Weller (født 6. april 1975 i Rotterdam) er en hollandsk fotomodel, der fra 1999 til 2000 portrætterede Tomb Raider: The Last Revelation-protagonisten Lara Croft.